# Alexei Filippenko

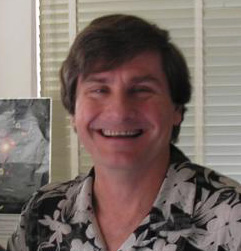
Alexei Filippenko (2008)

Alexei Vladimir „Alex“ Filippenko (* 25. Juli 1958 in Oakland, Kalifornien) ist ein US-amerikanischer Astrophysiker und Professor der Astronomie an der University of California, Berkeley.

## Leben
Filippenko besuchte die High School in Goleta und studierte ab 1979 Physik an der University of California, Santa Barbara. Den Ph.D. in Astronomie erhielt er 1984 am California Institute of Technology.  Von 1984 bis 1986 war Filippenko Miller Research Fellow an der University of California, Berkeley und erhielt dort eine Professur für Astronomie. Zu seinen Forschungsschwerpunkten gehören Supernovae und aktive Galaxien im optischen, Ultraviolett- und Infrarotbereich sowie Schwarze Löcher in Röntgendoppelsternsystemen und die Erforschung der Dunklen Materie und der Dunklen Energie. Er kann dabei Daten des Keck-Teleskopes, des Hubble-Weltraumteleskops und des Chandra-Teleskopes nutzen.
Filippenko gehört mit über 750 Fachveröffentlichungen zu den am meisten zitierten Wissenschaftlern seines Faches. Er hat fünf Astronomie-Video-Kurse mitproduziert The Great Courses und ist Koautor eines preisgekrönten Lehrbuches für Astronomie. Er wirkte außerdem in zahlreichen TV-Dokumentationen einschließlich in 40 Episoden von The Universe mit.
Filippenko erhielt für seine Forschungen 1992 den Newton-Lacy-Pierce-Preis für Astronomie, 1997 wurde er mit dem Petrie Prize Lecture ausgezeichnet. Im Jahre 2000 erhielt er ein Guggenheim-Stipendium und 2007 den Gruber-Preis für Kosmologie. 2009 wurde er in die National Academy of Sciences gewählt. 2015 wurde ihm zusammen mit weiteren Wissenschaftlern und Teams der Fundamental Physics Prize verliehen, außerdem wurde er in die American Academy of Arts and Sciences aufgenommen. Die Studentenschaft der University of California, Berkeley wählten ihn neunmal zum „Besten Professor“ auf dem Campus.
Zu seinen Hobbys gehören Tennis, Wandern, Tauchen und Skifahren.
Alexei Filippenko ist verheiratet und hat mit seiner Frau Noelle vier Kinder, Zoe, Simon, Capri und Orion.

## Veröffentlichungen (Auswahl)

### Bücher
- Relationships between active galactic nuclei and starburst galaxies. Astronomical Society of the Pacific, San Francisco 1992, ISBN 0-937707-50-3.
- Robotic telescopes in the 1990s. Astronomical Society of the Pacific, San Francisco 1992, ISBN 0-937707-53-8.
- The cosmos. Astronomy in the new Millennium.  zusammen mit Jay M. Pasachoff, Pacific Grove, Kalifornien / Brooks/Cole London 2003, ISBN 0-534-39549-X.

### Filme
- Understanding the Universe. An Introduction to Astronomy, 2nd Edition. (DVD aus der Reihe The Great Courses.) The Teaching Company, 2007.
- Black Holes Explained. (DVD aus der Reihe The Great Courses.) The Teaching Company, 2009.
- Skywatching: Seeing and Understanding Cosmic Wonders. (DVD aus der Reihe The Great Courses.) The Teaching Company, 2011.